# Île sans nom (plateau de Cordouan)
Pour les articles homonymes, voir Île sans nom.
L'île sans nom du plateau de Cordouan est une île française sans toponyme observée pour la première fois en mars 2009. Elle est située sur le plateau de Cordouan, non loin du phare de Cordouan, à l'entrée de l'estuaire de la Gironde. Il s'agit d'un banc de sable sur lequel s'est installée une maigre végétation. Elle appartient au domaine public maritime, bien qu'aucun acte juridique le confirmant n'ait encore été accompli.

## Géographie

### Localisation
L'île est située dans le golfe de Gascogne, à l'entrée de l'estuaire de la Gironde, sur le plateau de Cordouan. Elle est proche d'autres bancs de sable qui entourent le phare de Cordouan situé au sud-ouest. Saint-Palais-sur-Mer, en Charente-Maritime, se trouve à 2,7 kilomètres du phare de Cordouan, Royan à une dizaine de kilomètres et la pointe de Grave en Gironde à environ sept kilomètres,. Elle fait partie de la commune du Verdon-sur-Mer, dans le département de la Gironde et la région Nouvelle-Aquitaine.

### Relief

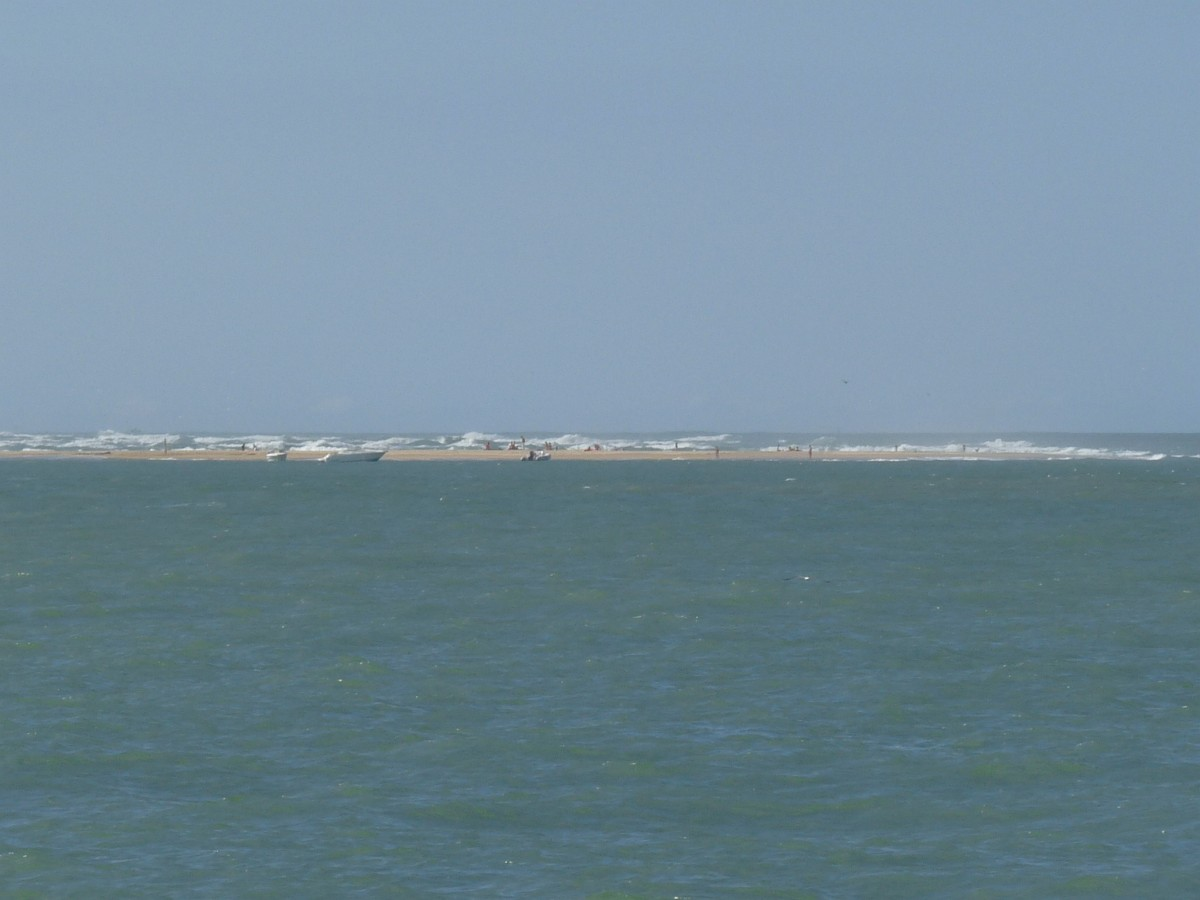
L'île en 2012, à marée haute.

L'île repose sur une zone de hauts fonds sablonneux qui s'étendent face à l'entrée de l'estuaire de la Gironde, dans le golfe de Gascogne. Même au plus fort des grandes marées, une partie de l'île n'est pas submergée, ce qui la distingue d'un haut-fond sablonneux. Elle est composée de sable, auquel s'ajoutent d'autres sédiments. En octobre 2009, sa partie émergée mesure quatre hectares à marée basse et culmine à quatre mètres d'altitude au maximum.
Lors de sa surrection soudaine en mars 2009 à la suite de la tempête Klaus de janvier, la superficie de cette « île sans nom » était évaluée à quatre hectares. Cette île fragile, vulnérable aux assauts de l'océan, a subi plusieurs submersions lors de marées à fort coefficient, dont celle de novembre 2009 où elle s'est retrouvée totalement dépouillée de sa végétation[source insuffisante]. Depuis le passage de la tempête Xynthia, dans la nuit du 28 février 2010, la moitié de cet îlot sans nom a été grignotée par l'océan. Il ne reste plus que deux hectares de l'« îlot de Cordouan », qui s'apparente bien plus à un banc de sable dont les remaniements fréquents font l'objet de diverses chroniques locales[source insuffisante].
En 2023, l'île a une superficie de 45 hectares (0,45 km2) à marée haute et près de 200 hectares (2 km2) à marée basse.

### Faune et flore

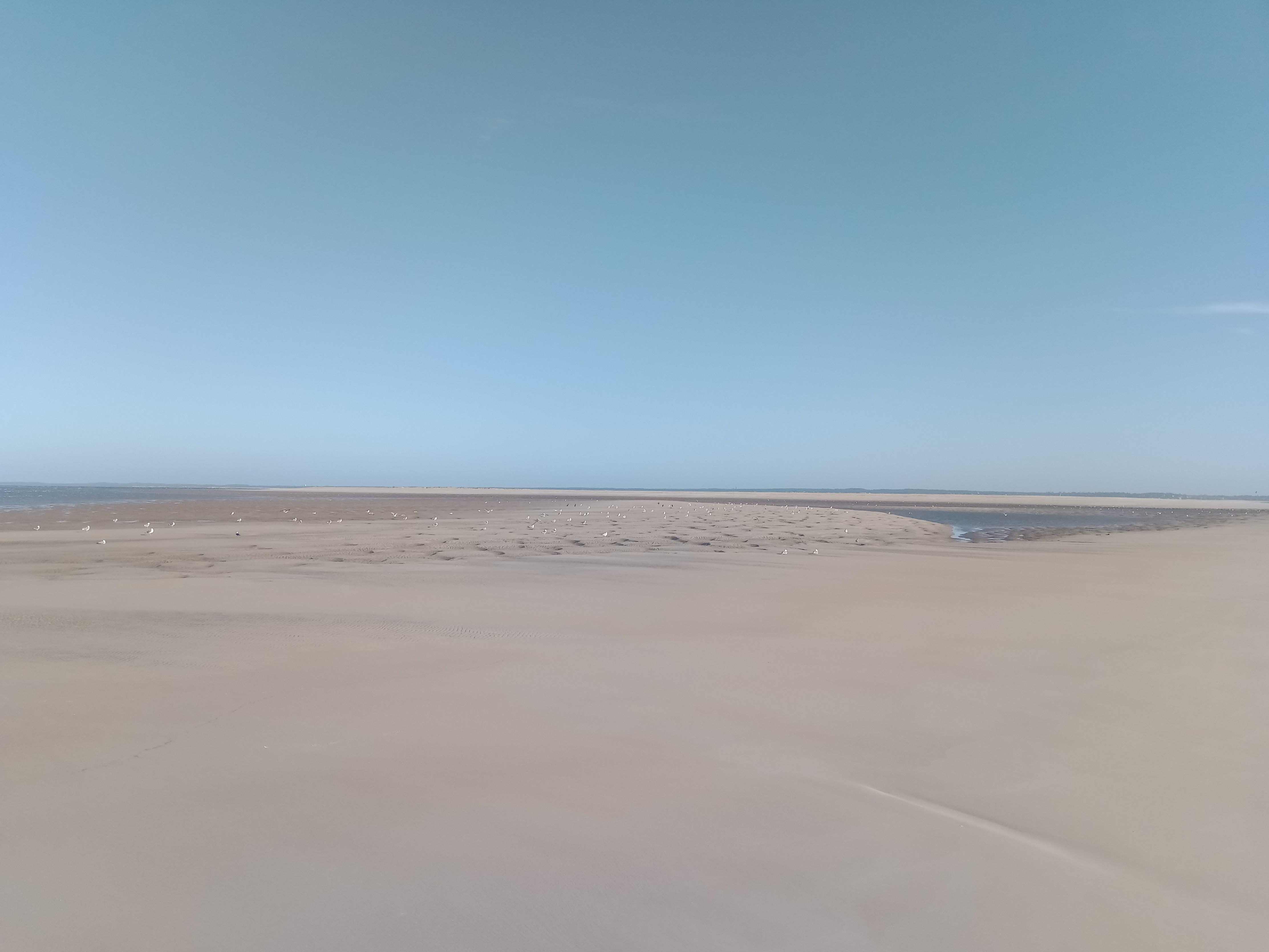
Oiseaux de mer sur l'île à marée basse.

Une végétation s'est installée sur la partie de l'île non immergée lors des plus hautes marées. Un embryon d'écosystème de dune semble s'y développer, composé principalement de roquettes de mer, de chiendent des sables et d'oyat,.
La faune compte plusieurs dizaines d'espèces et notamment des crustacés, des étoiles de mer, des punaises, des coléoptères et des fourmis. Plusieurs espèces d'oiseaux sont présentes sur l'île, notamment des goélands, ou l'huîtrier pie,. Des espèces[Lesquelles ?] rares viennent par ailleurs y nidifier.

## Histoire

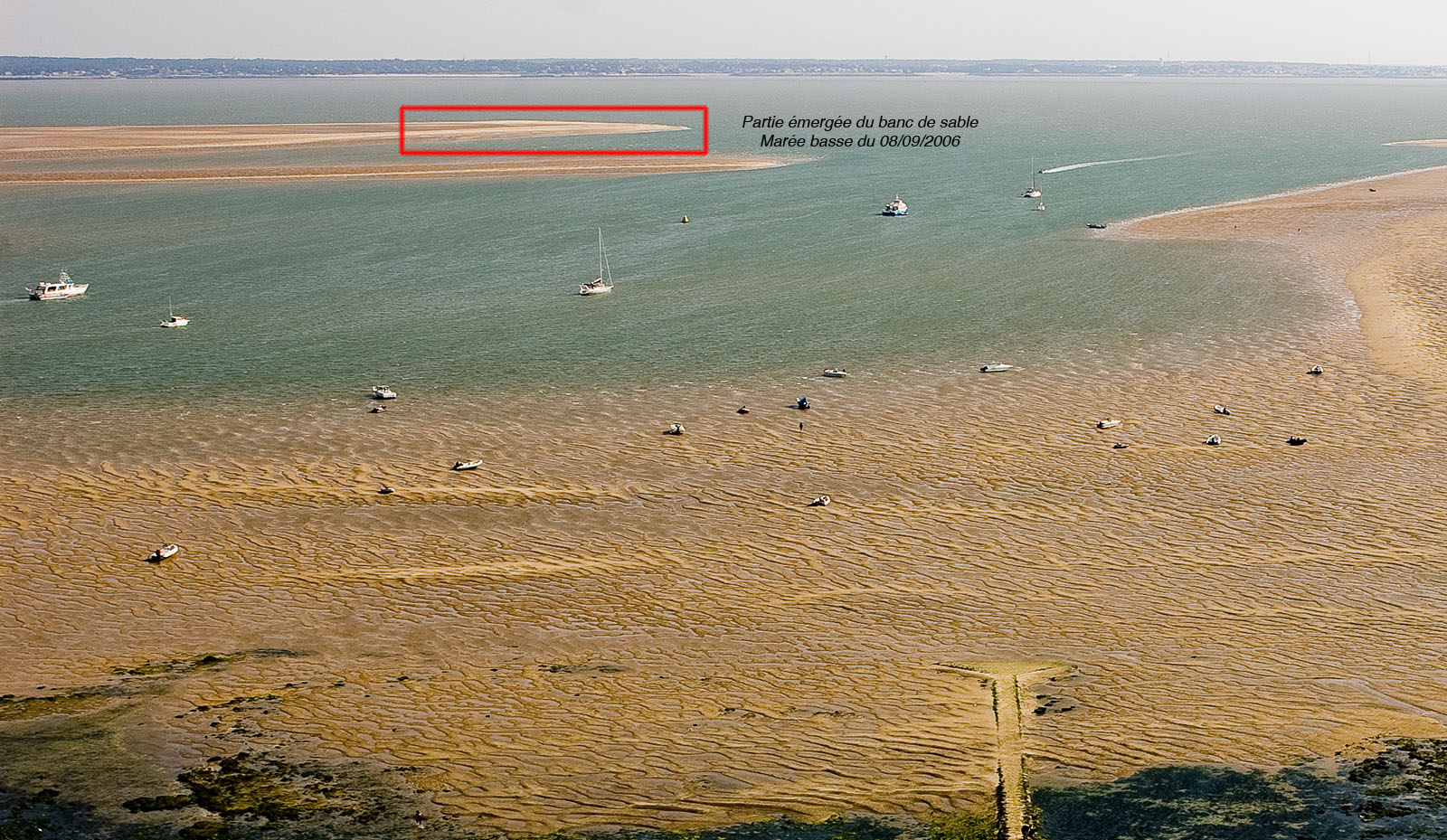
Le banc de sable à marée basse en 2006 vu depuis le sommet du phare de Cordouan.

Un banc de sable s'est d'abord progressivement constitué et élevé aux alentours du phare de Cordouan vers le milieu des années 2000, dans une zone réputée pour ses fonds mouvants. Un courant marin fortement chargé en sable longe en effet la côte atlantique du nord au sud, et, en subissant un important ralentissement au passage de l'Estuaire, peut déposer de très importantes quantités de sable dans cette zone.
En outre, le passage de la tempête Martin en Charente-Maritime en décembre 1999, puis celui de la tempête Klaus, en janvier 2009, dans le Sud-Ouest de la France, pourraient ne pas être étrangers au phénomène. De la végétation sur ce banc de sable a été observée pour la première fois au mois de mars 2009, ce qui confirme qu'il n'est plus recouvert par la mer, même en cas de très fortes marées : il s'agit dès lors d'une île.

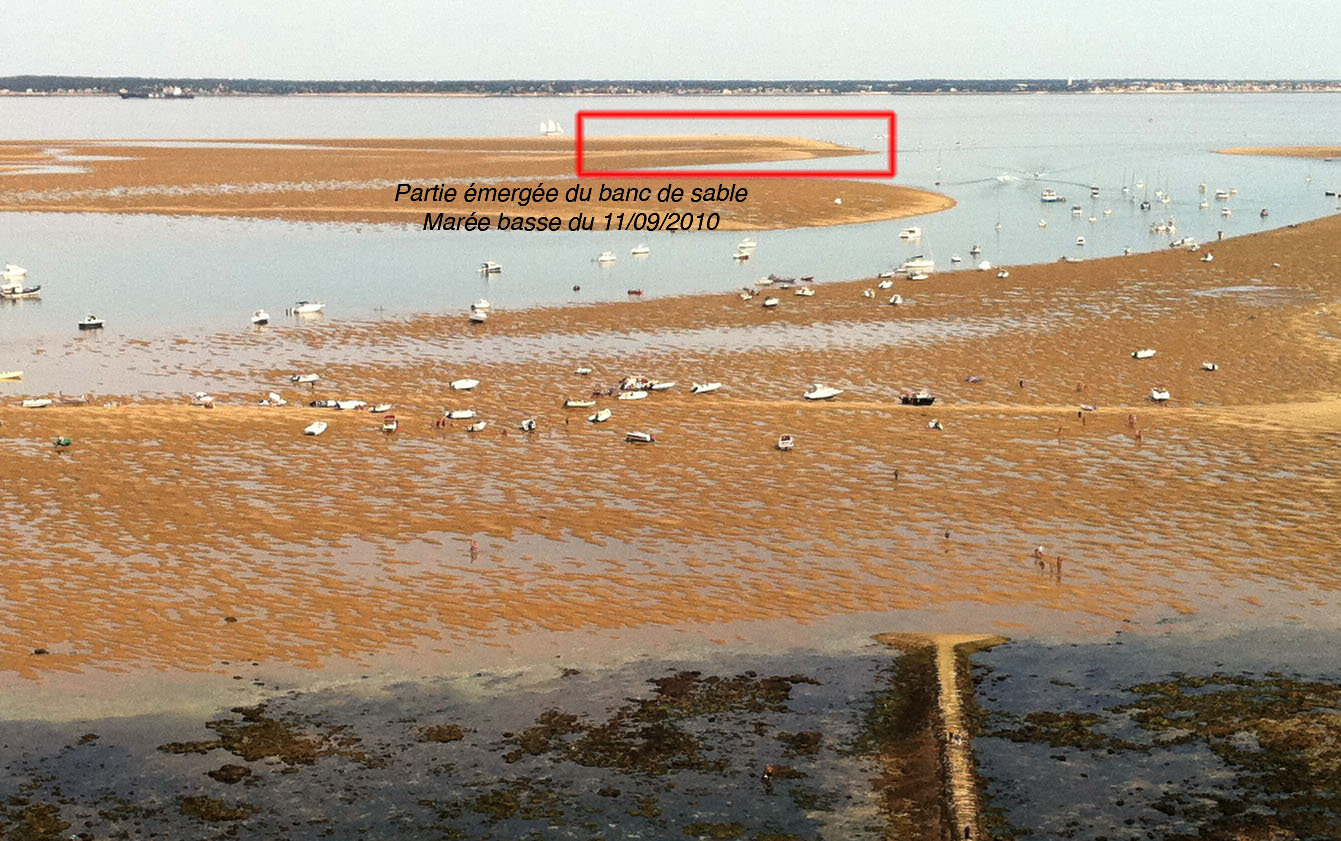
L'ile en septembre 2010 à marée basse vue depuis le sommet du phare de Cordouan.

Les matériaux qui la composent proviendraient de l'érosion du littoral méridional de l'île d'Oléron et de la Côte sauvage de la presqu'île d'Arvert, situés au nord de l'île, et seraient venus s'accumuler sur les hauts fonds proches du phare de Cordouan. Son maintien est toutefois difficile à prévoir à plus long terme, le phénomène étant encore trop récent. Il existe toutefois au moins un exemple similaire, celui de l'île Nouvelle, apparue au XVIIIe siècle dans l'estuaire de la Gironde et qui existe toujours.
Au mois de février 2010, le passage de la tempête Xynthia aurait fait perdre à l'île la moitié de sa superficie et une bonne partie de sa richesse écologique,. Deux éditions de la Cordouan Island Party, une rave party, ont été organisées sur l'île en 2009 et fin juin 2010,. L'affluence représentée par les quelques dizaines de participants de ces éditions musicales fait craindre une dégradation de son écosystème.
L'île accueille depuis lors de nombreux évènements organisés avec l'aide des municipalités voisines. L'île a ainsi servi de décor pour un film d'aventure intitulé L'île mystérieuse et réalisé par les plasticiens Lény Bernay, Clémentine Coupau et Iris Godbille. Mais aussi, de site d'atterrissage pour des parachutistes. Le 20 juillet 2012, une première messe y est célébrée par le père Pascal Grégoire Delage, curé de Royan. Deux jours plus tard, le 22 juillet, a lieu un concert d'Annick Massis avec un orchestre de chambre, organisé dans le cadre du festival Un violon sur le sable.

## Statut juridique
Le droit français prévoyant le cas de la formation d'une île dans les eaux territoriales françaises au moins depuis la loi du 28 novembre 1963, l'île fait de facto partie du domaine public maritime,. Elle a été rattachée à la commune du Verdon-sur-Mer, dans le département de la Gironde en région Nouvelle-Aquitaine.
L'absence de toponyme s'explique par son apparition relativement récente et le manque d'utilité pratique de la dénomination d'une terre sans usage. La population et les médias locaux parlent de « l'île sans nom », de « l'île de Cordouan » ou de « l'île mystérieuse », ; l'IGN la nomme « Île Nouvelle de Cordouan ».